# Michael Stürzenberger

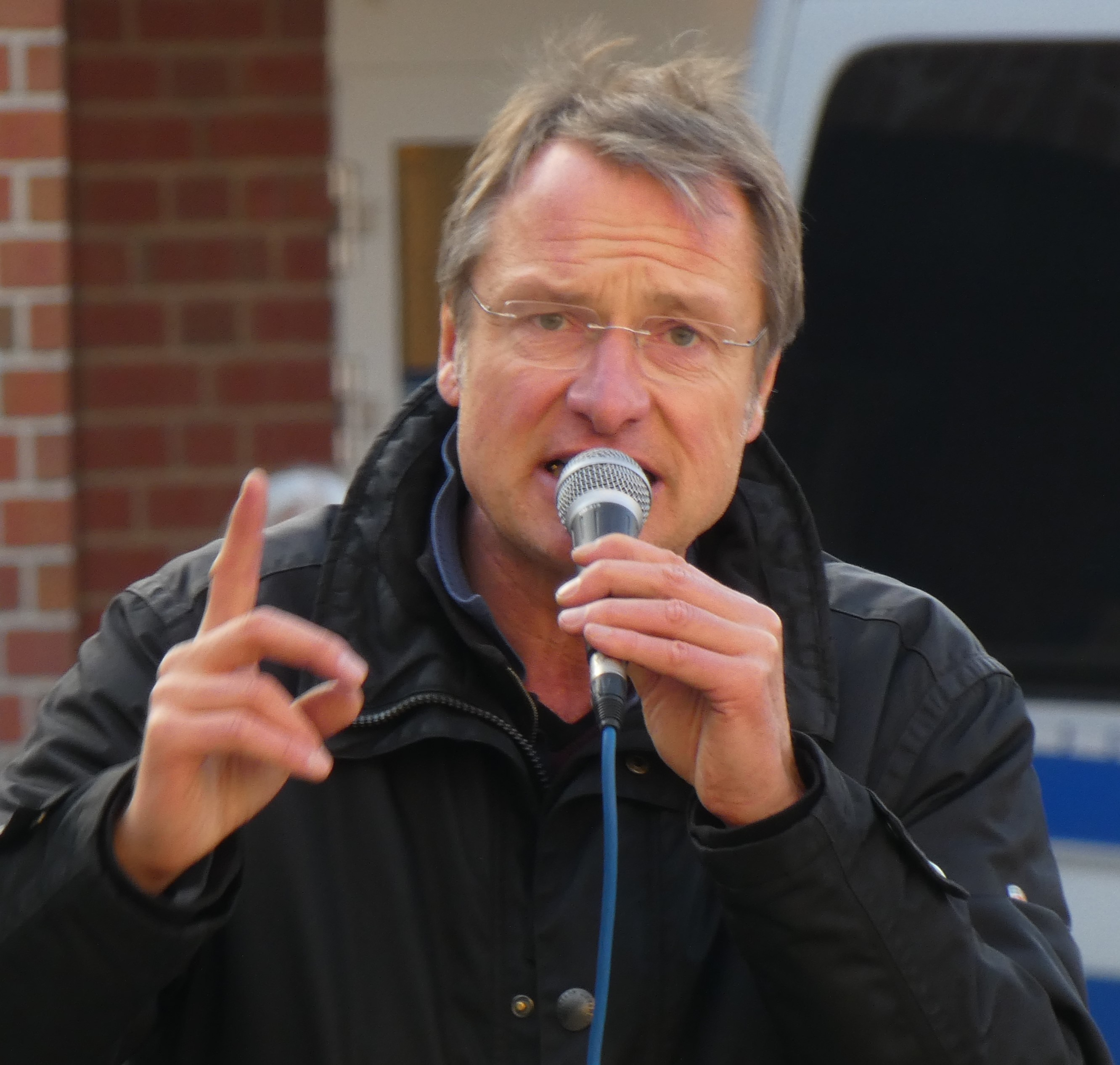
Michael Stürzenberger (2018)

Michael Johannes Stürzenberger (* 28. September 1964 in Bad Kissingen) ist ein deutscher Journalist, Webvideoproduzent, Blogger und islamfeindlicher Extremist.
Stürzenberger war Pressesprecher der Münchner CSU und Bundesvorsitzender der 2016 selbstaufgelösten rechten Kleinpartei Die Freiheit. Von 2013 bis 2022 führte ihn der Verfassungsschutzbericht des Bayerischen Landesamtes für Verfassungsschutz in dem Kapitel „Verfassungsschutzrelevante Islamfeindlichkeit“ auf. Er ist Vorstandsmitglied der Bürgerbewegung Pax Europa (BPE), Aktivist der Bewegung Pegida und regelmäßiger Autor im rechtsextremistischen Blog Politically Incorrect (PI). Stürzenberger wurde mehrfach wegen Volksverhetzung verurteilt, wobei die meisten dieser Verurteilungen nicht rechtskräftig wurden. 
Im Mai 2024 wurde er während einer Kundgebung in Mannheim bei einem islamistisch motivierten Messerangriff, bei dem auch ein Polizist ums Leben kam, schwer verletzt.

## Leben
Stürzenberger studierte von 1984 bis 1988 Politologie und Geschichte an der Ludwig-Maximilians-Universität München, schloss das Studium jedoch nicht ab und war anschließend als Journalist tätig, u. a. als Sportreporter beim Bayern Journal der Sender RTL und Sat1. 2003 bis 2004 war Stürzenberger zudem Pressesprecher der Münchner CSU unter Monika Hohlmeier.
Als prägendes Ereignis führt Stürzenberger den Tod seines damaligen Parteifreunds Ralph Burkei bei den islamistischen Terroranschlägen von Mumbai 2008 an. Im Jahr 2011 trat er aus der CSU aus, einem Parteiausschluss zuvorkommend. Im selben Jahr wurde er zunächst als Beisitzer in den bayerischen Landesvorstand der Partei Die Freiheit gewählt. Ein Artikel in der taz von 2012 berichtet, Stürzenberger habe in einem Beitrag für PI-News gefordert, dass Muslime, die ihrem Glauben nicht abschwörten, zur Ausreise gezwungen werden müssten. Der bayerische Landesverband habe ihn daraufhin seines Amtes im Landesvorstand und als Pressesprecher enthoben, da er gegen den Parteigrundsatz der Glaubensfreiheit verstoßen habe. Er sei dann aber Landesvorsitzender der Partei in Bayern geworden. Im Dezember 2011 wurde Stürzenberger in den Bundesvorstand gewählt. Seine Wahl führte aufgrund seiner radikal islamfeindlichen Haltung zu Rück- und Austritten mehrerer Landesvorstände und vieler Mitglieder. Unter seinem Vorsitz gewann das Thema Anti-Islam in der Partei noch mehr an Bedeutung als zuvor. Im Jahr 2013 wurde er zum stellvertretenden Bundesvorsitzenden und im Dezember 2013 als Nachfolger von René Stadtkewitz zum Bundesvorsitzenden der Partei gewählt.
Stürzenberger gilt darüber hinaus als führender Kopf der Münchner Ortsgruppe von PI, die vom bayerischen Innenministerium 2013 als verfassungsfeindlich eingestuft wurde.

### Angriffe und Attentat auf Stürzenberger
Bei einer Kundgebung der Partei Die Freiheit wurde Stürzenberger am 23. Oktober 2013 in München von einem 34-jähriger Münchner türkischer Herkunft tätlich angegriffen und leicht verletzt.
Bei einer Kundgebung des Vereins Bürgerbewegung Pax Europa im Dezember 2022 wurden Stürzenberger sowie zwei Ordner der BPE in Bonn durch Faustschläge eines Angreifers verletzt. Das Verfahren gegen den Täter wurde am 2. November 2023 gegen Auflagen eingestellt.
Bei einer weiteren Kundgebung des Vereins Bürgerbewegung Pax Europa am 31. Mai 2024 fügte ein Attentäter Stürzenberger in Mannheim mit einem Messer schwere Verletzungen zu. Bevor er durch einen Schuss eines Polizisten gestoppt wurde, verletzte der Angreifer zudem fünf weitere Personen, darunter den Polizeihauptkommissar Rouven Laur, der am 2. Juni 2024 seinen schweren Verletzungen erlag.
Bei dem mutmaßlichen Täter handelt es sich um den 25-jährigen Sulaiman A. aus Afghanistan. Vor dem Oberlandesgericht Stuttgart legte er am 25. März 2025 ein Geständnis ab und erklärte, es als seine religiöse Pflicht angesehen zu haben, den Islamkritiker Michael Stürzenberger zu töten.

Einen Tag nach dem Angriff auf ihn gab Stürzenberger in der Klinik rechten Medien wie der Jungen Freiheit Interviews und betonte, er werde seine „Aufklärungsarbeit“ weiter betreiben. Zudem verglich er sich mit Salman Rushdie und dem niederländischen Regisseur Theo van Gogh.

## Politische Aktivitäten

### Bürgerbegehren gegen das Zentrum für Islam in Europa

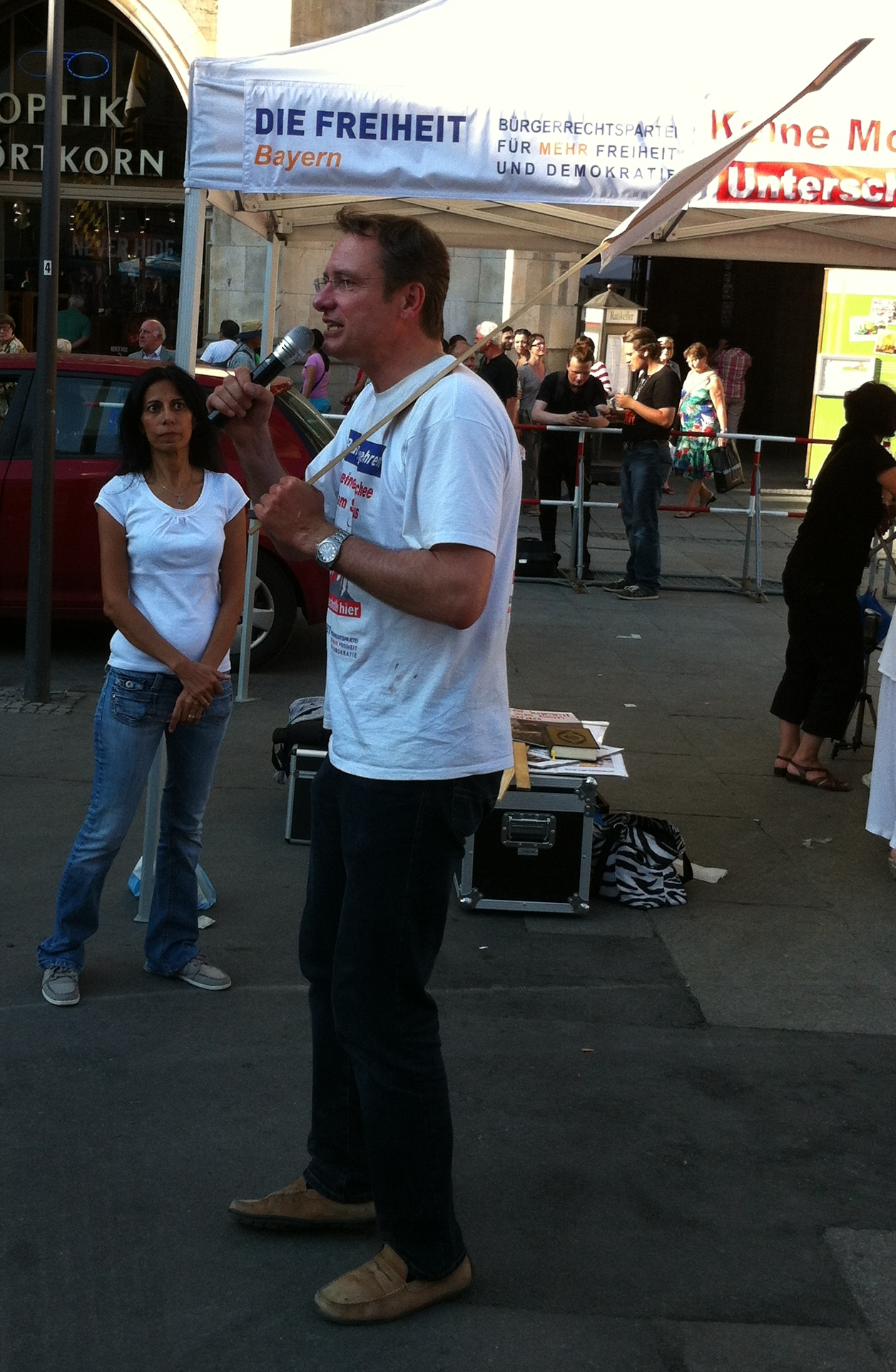
Stürzenberger bei einer Unterschriftensammlung (2013)

Stürzenberger warb seit Oktober 2011 für einen Bürgerentscheid gegen das Zentrum für Islam in Europa (ZIE-M), eine von dem nordmazedonischen Imam Benjamin Idriz vorgeschlagene Moschee mit angeschlossenem Islamzentrum in München. Girokonten, über die Stürzenberger Spenden für das Bürgerbegehren sammelte, wurden ihm unter anderem von der Stadtsparkasse München und der Münchner Bank gekündigt. Die Münchner Bank begründete diesen Schritt damit, dass Stürzenbergers Vorgehen gegen die genossenschaftlichen Grundsätze des Institutes verstoße und sie nicht in einem Atemzug mit Aktionen genannt werden wolle, die die Menschenwürde verletzten und das friedliche Miteinander von Menschen unterschiedlicher Herkunft bedrohten.
Im September 2014 reichte Stürzenberger nach eigenen Angaben über 60.000 Unterschriften für das Bürgerbegehren beim Kreisverwaltungsreferat München ein. Obwohl er mehr als die 32.736 nötigen Unterschriften gesammelt hatte, hielt das Direktorium der Landeshauptstadt München das Bürgerbegehren für unzulässig. Die vertretungsberechtigten Personen waren nach Ansicht der Stadt nicht hinreichend identifizierbar und der Bürgerwille würde aufgrund mehrerer unzutreffender Tatsachenbehauptungen in der Begründung verfälscht. Ferner sei die Fragestellung unbestimmt gewesen und habe die Glaubensfreiheit verletzt. Der Münchner Stadtrat erklärte das Bürgerbegehren aus diesen Gründen für unzulässig. Eine Klage Stürzenbergers gegen diese Entscheidung wies das Verwaltungsgericht München im November 2015 ab. Im Mai 2016 begann Stürzenberger erneut damit, Unterschriften für ein Bürgerbegehren gegen das von Idriz geplante Islamzentrum zu sammeln. Die Pläne für das Zentrum wurden Ende Juni des Jahres jedoch aufgrund fehlender finanzieller Mittel ohnehin aufgegeben.

### Beteiligung an Wahlen
Stürzenberger trat für Die Freiheit als Spitzenkandidat bei der Landtagswahl in Bayern 2013 an. Seine Partei erhielt 6024 Zweitstimmen und erreichte 0,1 % der Stimmen. Als Direktkandidat im Stimmkreis München-Bogenhausen erhielt Stürzenberger 0,4 % der Erststimmen. Stürzenberger kandidierte erfolglos bei der Kommunalwahl in München 2014 für den Stadtrat und das Amt des Oberbürgermeisters, nachdem er die notwendigen Unterstützungsunterschriften gesammelt hatte. Seine Kandidatur wurde von den Republikanern und der Bürgerbewegung pro München, die selbst keinen Kandidaten gestellt hatte, unterstützt. Die Freiheit verpasste mit 0,6 % den Einzug in den Münchner Stadtrat, während Stürzenberger bei der Wahl zum Oberbürgermeister 0,5 % der Stimmen erhielt.

### Kundgebungen
Stürzenberger trat Mitte November 2014 auf der zweiten Kundgebung der Gruppierung Hooligans gegen Salafisten (HoGeSa) in Hannover als Redner auf. Er warnte hierbei vor einer seiner Auffassung nach stattfindenden Islamisierung Deutschlands und hielt den Koran hoch, während Teilnehmer „Anzünden!“ skandierten. Politiker der Partei Bündnis 90/Die Grünen werteten den Auftritt bei der Gruppierung, der Neonazismus vorgeworfen wird, als endgültigen Schritt Stürzenbergers in den Rechtsradikalismus.
Anfang 2015 gehörte Stürzenberger zu den Mitorganisatoren von Kundgebungen eines Münchner Ablegers der Dresdner Organisation Pegida. Am 12. Januar 2015 nahm er neben zahlreichen NPD-Funktionären und anderen bekannten Neonazis wie André Eminger, einem Angeklagten im NSU-Prozess, Philipp Hasselbach und zwei verurteilten Mittätern des 2003 geplanten Anschlags auf die Münchner Synagoge an einem von diesem Ableger veranstalteten Demonstrationszug teil. Im Oktober 2017 trat Stürzenberger bei der Dresdner Pegida-Kundgebung anlässlich des dreijährigen Bestehens der Bewegung als Redner auf und ließ Burka-Trägerinnen mit Koransuren auf die Bühne kommen. Die Welt bewertete diesen Auftritt als „islamfeindliches Kasperletheater“. Am 10. April 2022 war er Gastredner bei einer Pegida-Versammlung in Dresden. Er sprach am 7. November 2018 in Hamburg auf einer „Merkel-muss-weg“-Kundgebung mit 72 Teilnehmern. 2000 Gegendemonstranten protestierten gegen die Veranstaltung.
Seit 2022 führt Stürzenberger Kundgebungen mit der Bürgerbewegung Pax Europa durch. Er tritt oft als Versammlungsleiter und Hauptredner auf. Auf der ersten Kundgebung am 10. September 2022 in München deutete Stürzenberger in einem Redebeitrag den Terroranschlag auf die Olympischen Spiele in München 1972 in den ersten Anschlag des „Politischen Islam“ um. Auch 2024 ist der Politische Islam der Hauptinhalt der Kundgebungen, auf denen historische Sachverhalte dargestellt und aktuelle Ereignisse bewertet werden.

### Vernetzung
Der Religionswissenschaftler Oliver Wäckerlig führte in dem Kapitel Institutionalisierung und Internationalisierung der Islamgegnerschaft einen 2010 von Stürzenberger moderierten gemeinsamen Informationsabend der BPE und der internationalen christlichen Menschenrechtsorganisation Christian Solidarity International (CSI) sowie ein 2013 durch den Geschäftsführer von CSI Deutschland, Gunnar Wiebalck, zu Stürzenbergers Unterstützung an die Münchner Stadtbehörden gesandtes und von Stürzenberger veröffentlichtes Protestschreiben an und wies auf Interviews Stürzenbergers von 2010 bis 2014 mit dem freikirchlichen Prediger und Konvertiten Nassim ben Iman hin.

## Positionen

### Bekämpfung des Islam
Inhaltlich wendet sich Stürzenberger in seinen Texten und Reden „fast ausschließlich gegen den Islam, der für ihn keine Religion, sondern Ideologie ist“, summierte der Journalist Bernd Kastner 2014 in der Süddeutschen Zeitung. Dies findet auch Ausdruck in Stürzenbergers parteipolitischer Arbeit und Zugehörigkeit.
Die Partei Die Freiheit wurde von der Bundeszentrale für politische Bildung als rechtspopulistische Partei mit anti-islamischen Tendenzen eingeschätzt; sie selbst ordnete sich als bürgerlich-liberal ein. Stürzenberger gilt als islamfeindlich, er selbst bezeichnet sich als Islamkritiker und kritisiert seiner Darstellung nach insbesondere den politischen Islam. Im Jahre 2013 organisierte er eine Unterschriftensammlung gegen den Bau eines islamischen Zentrums inklusive einer Moschee in München.
Der deutschen Politik wirft er vor, dass sie die Gefahren, die aus dem Islam entsprängen, nicht ernst nehme. Er diffamiert den Koran, indem er ihn mit Adolf Hitlers Mein Kampf vergleicht. Er setzt dabei den Islam mit dem Nationalsozialismus gleich. Den Nationalsozialismus bezeichnet Stürzenberger als „linke Bewegung“ und behauptet, dass es Parallelen zwischen der nationalsozialistischen Verfolgung politischer Gegner und dem bundesdeutschen „Kampf gegen Rechts“ gebe.
Im Hinblick auf Stürzenberger äußerten 2014 Alexander Häusler und Rainer Roeser: „Hinter der rechten Islamkritik [...verbirgt...] sich die [...klassische...] extrem rechte Anfeindung linker Gerechtigkeits- und Gleichheitsvorstellungen und die rassistische Anfeindung multikulturell[er...] Einwanderungsgesellschaften.“
Im Herbst 2020 sagte Stürzenberger in einem Video, dass er die Gültigkeit rechtsstaatlicher Prinzipien für Menschen muslimischen Glaubens außer Kraft setzen und sie – „als ultima ratio“ – in Umerziehungslager stecken wolle, falls sie sich nicht an einer von ihm geforderten „Entschärfung des politischen Islams“ beteiligten. Dabei verwies er auf das Beispiel China und die dortigen Umerziehungslager.

### Migranten
Im Juni 2015 bezeichnete Stürzenberger mit Blick auf Flüchtlinge die „meisten von denen“ als „Glücksritter“, die „hier in die Sozialsysteme rein[wollten]“ und glaubten, sie könnten „hier schön leben […] auf unsere Kosten“.

### Beziehung zu Susanne Hirzel
Stürzenberger beruft sich auf Susanne Hirzel, die der Weißen Rose angehört hatte, die er kurz vor Hirzels Tod 2012 mit dieser wiedergegründet habe. Susanne Hirzel war wie ihr Bruder Hans Hirzel um die Jahrtausendwende bei den Republikanern politisch aktiv und vertrat geschichtsrevisionistische Thesen. 2010 gab sie PI ein Interview und engagierte sich aktiv in der BPE. Die Nutzung des Namens Weiße Rose für seine Aktivitäten rief bei Nachfahren der Gruppe und der Weiße Rose Stiftung 2013 Empörung hervor.

### Israel und Holocaust
Stürzenberger bezeichnet sich als pro-israelisch. Diese Selbstdarstellung kritisierte der Journalist Jörg Lau 2012 in „Die Zeit“ als „Kostümierung“. Marian Offman, Kommunalpolitiker (SPD) und Mitglied im Vorstand der Israelitischen Kultusgemeinde München und Oberbayern, bezeichnete Stürzenberger 2014 als „antijüdisch“, da sich dieser gegen das Schächten und die Zirkumzision ausspreche.
Aussagen eines ehemaligen Parteifreundes, der vom Amtsgericht München einen Strafbefehl wegen Volksverhetzung erhielt, weil er den Holocaust leugnete, nahm Stürzenberger 2014 gegenüber der Abendzeitung mit den Worten in Schutz, dieser habe „lediglich die Thematik der Schuldenlast ansprechen“ und auf deren „Instrumentalisierung“ hinweisen wollen.

### Verhältnis zur NPD und anderen rechtsextremen Organisationen
Stürzenberger lobte 2014 den NPD-Politiker und Stadtrat der Bürgerinitiative Ausländerstopp Karl Richter für dessen Unterstützung des Bürgerbegehrens gegen das Zentrum für Islam in Europa. Bei den Münchner Pegida-Protesten Anfang 2015 demonstrierte Stürzenberger mit mehreren Anhängern von NPD und freien Kameradschaften. Stürzenberger behauptete, er habe nicht mitbekommen, dass Rechtsextremisten an dieser Demonstration teilnahmen, und erklärte: „Wir sind gegen jede Form von Extremismus.“ Seit 2018 äußerte sich Stürzenberger häufiger positiv zur rechtsextremen Identitären Bewegung und insbesondere zu Martin Sellner. An einer am 13. April 2020 live auf YouTube übertragenen Videokonferenz unter dem Titel „2. Virtueller Pegida-Spaziergang“ nahmen Stürzenberger und auch Sellner teil.

### Russischer Überfall auf die Ukraine
Nach dem russischen Überfall auf die Ukraine im Februar 2022 bezog Stürzenberger Position für die Ukraine und kritisierte die politischen Zustände in Russland. Den Verteidigungskampf der Ukraine verknüpfte er auch mit seinen eigenen islamfeindlichen Bestrebungen und sagte, diesen „Freiheitskampf“ werde man hier „in einigen Jahrzehnten möglicherweise auch führen müssen“, wenn es „gleiche Annektions-Ansprüche [sic!] von einer anderen Seite“ geben werde, „die dann einen beträchtlichen Bestandteil an der Gesellschaft in unserem Land“ ausmachen werde.

## Rechtsstreitigkeiten
Stürzenbergers politische Aktivitäten, insbesondere eine Unterschriftensammlung von 2011 bis 2016 gegen das Zentrum für Islam in Europa, wurden wiederholt Gegenstand juristischer Auseinandersetzungen.

### Auflagen zu Versammlungen
Ab Juni 2013 erteilte das Kreisverwaltungsreferat München Auflagen über Stürzenbergers Versammlungen, in denen er als Versammlungsleiter mitwirkte, innerhalb der ehemaligen Partei Die Freiheit. Die Auflagen enthielten eine Begrenzung der Redezeitblöcke auf maximal 10 Minuten, zwischen denen eine Pause von mindestens 10 Minuten einzuhalten war. Ferner wurde die zulässige Megafonlautstärke auf 85 Dezibel beschränkt. Außerdem ist das Fotografieren opponierender Versammlungsteilnehmer und Unbeteiligter ohne deren Einwilligung untersagt worden. Eine Klage von Die Freiheit vor dem Verwaltungsgericht München gegen diese Auflagen scheiterte. Der Bayerische Verwaltungsgerichtshof ließ ein Berufungsverfahren nicht zu.

### Strafverfahren in Deutschland

#### Strafverfahren München

##### Strafverfahren München (September 2011)
Im September 2011 zeigte Michael Stürzenberger auf einer Kundgebung ein Plakat mit einem Foto des NS-Funktionärs Heinrich Himmler. Neben dem Bild Himmlers war ein angebliches Zitat von ihm: „Der Islam ist unserer Weltanschauung sehr ähnlich“ abgedruckt. Gegen Stürzenberger wurde daraufhin ein Strafbefehl wegen Verwenden von Kennzeichen verfassungswidriger Organisationen erlassen. Im folgenden Berufungsverfahren wurde er am 13. Mai 2013 vom Amtsgericht München und am 29. Oktober 2014 vom Landgericht München I freigesprochen. Am 7. Mai 2015 wurde das Urteil in der Vorinstanz durch das Oberlandesgericht München aufgehoben. Zur erneuten Verhandlung wurde das Verfahren an eine andere Strafkammer des Landgerichts zurückgegeben. Der weitere Verlauf des Verfahrens ist unbekannt.

##### Strafverfahren München (Juli 2013)
Im Juli 2013 wurde Stürzenberger wegen Beleidigung eines Polizeibeamten zu einer Geldstrafe in Höhe von 800 Euro verurteilt.

##### Strafverfahren München (Dezember 2013)
Im Dezember 2013 wurde gegen Stürzenberger Strafbefehl erlassen wegen Verstoßes gegen Versammlungsauflagen durch achtmalige Überschreitung der dort geregelten Redezeit. Stürzenberger legte gegen den Strafbefehl Einspruch ein. Der weitere Verlauf des Verfahrens ist unbekannt.

##### Strafverfahren München (Oktober 2014)
Anfang Oktober 2014 wurde Stürzenberger vom Amtsgericht München wegen Beschimpfung von Bekenntnissen, Religionsgesellschaften und Weltanschauungsvereinigungen zu einer Geldstrafe von in Höhe von 2500 Euro verurteilt. Stürzenberger hatte auf Pi-News den Islam mit einem „Krebsgeschwür“ verglichen. Am 14. Februar 2017 wurde er durch das Landgericht München I in einer Berufungsverhandlung freigesprochen. Am 6. Oktober 2017 bestätigte das Oberlandesgericht München dieses Urteil und verwarf damit eine Revision der Staatsanwaltschaft.

##### Strafverfahren München (August 2017)
Im August 2017 wurde Stürzenberger vom Amtsgericht München wegen Verwendens von Kennzeichen verfassungswidriger Organisationen und Beschimpfung von Bekenntnissen, Religionsgesellschaften und Weltanschauungsvereinigungen zu einer Bewährungsstrafe von sechs Monaten verurteilt. Nach Überzeugung des Gerichts hatte Stürzenberger in sozialen Netzwerken den Islam als faschistische Ideologie bezeichnet und ein Foto veröffentlicht, das einen Mann mit Hakenkreuzarmbinde zeigt. Am 8. Dezember 2017 wurde er vom Landgericht München I in beiden Vorwürfen freigesprochen.

##### Strafverfahren Duisburg (Dezember 2017)
Das Amtsgericht Duisburg verurteilte Stürzenberger am 8. Dezember 2017 für eine Rede, die dieser am 3. August 2015 bei einer Pegida-Demonstration in Duisburg gehalten hatte. Stürzenberger habe dabei die Grenze zur Volksverhetzung an einigen Stellen „geringfügig überschritten“. Deshalb wurde er zu einer Geldstrafe von 2400 Euro (120 Tagessätze zu je 20 Euro) verurteilt. Zum Tatzeitpunkt hatte Stürzenberger nach Darstellung der WAZ bereits drei einschlägige Vorstrafen. Laut WAZ blieb „[v]on [der] Anklage [...] nicht viel übrig“. Es ist unbekannt, ob das Urteil rechtskräftig wurde. Wegen Morddrohungen waren für den Prozess erhöhte Sicherheitsvorkehrungen getroffen worden.

#### Strafverfahren Fürth (Juli 2019)
Das Amtsgericht Fürth verurteilte Stürzenberger im Juli 2019 wegen Kennzeichenmissbrauchs zu einer Geldstrafe in Höhe von 60 Tagessätzen je 30 Euro. Stürzenberger hatte auf einer Kundgebung das Kennzeichen eines seiner verwendeten Kraftfahrzeuge abgedeckt. Das Landgericht Nürnberg stellte das Verfahren gemäß § 153 Abs. 2 StPO ein.

#### Strafverfahren Augsburg (März 2022)
Im März 2022 wurde Stürzenberger in Augsburg wegen Volksverhetzung verurteilt. Es ist unbekannt, ob das Urteil rechtskräftig geworden ist.

#### Strafverfahren Hamburg (November 2024)
Im November 2024 wurde Stürzenberger wegen Volksverhetzung vom Landgericht Hamburg verurteilt. Das Urteil bezieht sich auf eine Kundgebung mit der islamfeindlichen Organisation Bürgerbewegung Pax Europa im Oktober 2020 in Hamburg. Das Landgericht hat in seinem Urteil eine vorher vom Amtsgericht Hamburg verhängte Haftstrafe aufgrund von gemachten Formfehlern im Verfahren in eine Geldstrafe abgeändert.

### Strafverfahren in Österreich

#### Strafverfahren in Graz (November 2015)
Das Straflandesgericht Graz verurteile Stürzenberger im November 2015 wegen Verhetzung und Herabwürdigung religiöser Lehren zu einer bedingten Freiheitsstrafe von vier Monaten und einer Geldstrafe in Höhe von 960 Euro. Im März 2015 habe Stürzenberger im Rahmen einer Pegida-Kundgebung in Graz geäußert, dass jeder Muslim ein potentieller Terrorist sei. Stürzenberger kündigte an, in Berufung zu gehen. Das Berufungsverfahren wurde laut Stürzenberger abgewiesen. Das Urteil wäre damit rechtskräftig. Ob dies zutreffend ist, kann nicht ermittelt werden. Denn Medien und die österreichische Justiz veröffentlichten weder das Aktenzeichen noch eine Pressemitteilung zum Strafverfahren.

## Einstufung durch den Verfassungsschutz
Von 2013 bis 2022 führte das Bayerische Landesamt für Verfassungsschutz Stürzenberger im Verfassungsschutzbericht wegen „verfassungsschutzrelevanter Islamfeindlichkeit“ auf, die sich „auch außerhalb des Rechtsextremismus“ als „neue, eigenständige Extremismusform“ etabliert habe. Der Verfassungsschutzbericht 2023 erwähnt Stürzenberger aufgrund gesunkener Aktivität in Bayern für das Berichtsjahr 2023 nicht. Nach Angaben des Landesamts für Verfassungsschutz wird er jedoch weiter im Bereich „verfassungsschutzrelevante islamfeindliche Bestrebungen“ beobachtet. Auch der bayerische Verfassungsschutzbericht 2024 erwähnt Stürzenberger nicht.
Den von Stürzenberger geführten bayerischen Landesverband der Freiheit, der sich 2016 auflöste, und die mit Stürzenberger eng verbundene Münchner Ortsgruppe von PI stufte das Bayerische Landesamt für Verfassungsschutz in der „Verfassungsschutzinformation Bayern“ für das 1. Halbjahr 2013 als „verfassungsschutzrelevante islamfeindliche Bestrebungen außerhalb des Rechtsextremismus“ ein, welche die Menschenwürde, das Diskriminierungsverbot und die Religionsfreiheit verletzten und deren Ziel es sei, „die Geltung dieser Grundrechte für Muslime, die aktiv ihren Glauben leben wollen, außer Kraft zu setzen bzw. zu beseitigen“. Diese Einstufung wiederholte das Bayerische Landesamt für Verfassungsschutz im Verfassungsschutzbericht 2013 in dem Kapitel zu „Verfassungsschutzrelevanter Islamfeindlichkeit“, weitete sie auf die BPE aus, deren Landesvorsitzender in Bayern Stürzenberger war, und ergänzte, diese Gruppierungen setzten den Islam pauschal mit islamistischem Terrorismus gleich. Die Etablierung eines eigenen Kapitels für „Verfassungsschutzrelevante Islamfeindlichkeit“ erläuterte der bayerische Verfassungsschutz durch den Hinweis, dass diesen Gruppen „die für Rechtsextremismus typischen Ideologieelemente wie autoritäres Staatsverständnis, Antisemitismus, Rassismus oder die Ideologie der Volksgemeinschaft“ fehlten und dass sie sich „nicht gegen Personen einer bestimmten Herkunft oder Abstammung im Sinne einer rassischen Minderwertigkeit“ wendeten. Die Freiheit klagte gegen die Beobachtung durch das Bayerische Landesamt für Verfassungsschutz. Am 16. Oktober 2014 entschied das Verwaltungsgericht München, dass Die Freiheit beobachtet werden dürfe. Es sei auch zulässig, Verdachtsfälle aufzuzeigen, die Zweifel an der Verfassungstreue der Partei beschreiben. Mit einer Darstellung, die Partei agiere nachweislich verfassungsfeindlich, schieße der Verfassungsschutz jedoch über das Ziel hinaus. Der Freistaat Bayern wurde daher verpflichtet, die weitere Verbreitung des Halbjahresberichts 2013, des Verfassungsschutzberichtes 2013 und der Rede des Bayerischen Staatsministers des Innern anlässlich der Vorstellung des Verfassungsschutzberichtes des Freistaates Bayern 2013 zu unterlassen, wenn in diesen Dokumenten nicht zuvor die Passagen über Die Freiheit entfernt oder unkenntlich gemacht würden.
Im bayerischen Verfassungsschutzbericht 2014 wurde Die Freiheit nicht mehr als extremistisch eingestuft, es lägen jedoch „zahlreiche tatsächliche Anhaltspunkte dafür vor, dass DIE FREIHEIT Bayern verfassungsschutzrelevante islamfeindliche Bestrebungen verfolgt.“ Eine Klage von Die Freiheit gegen die Erwähnung im Verfassungsschutzbericht wies der Bayerische Verwaltungsgerichtshof am 22. Oktober 2015 in zweiter Instanz ab.